# Fuerte Alta Loma

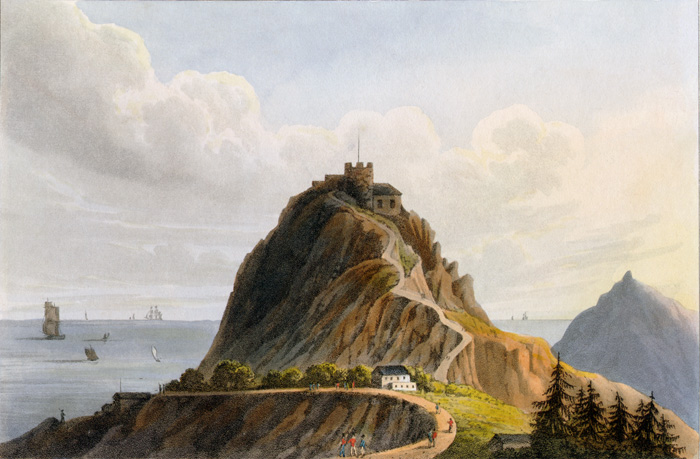
High Knoll Fort en 1821, por James Whathen

Fuerte Alta Loma (en inglés: High Knoll Fort)  es un fuerte de estilo reducto construido por la Compañía Británica de las Indias Orientales en la isla Santa Elena, parte de un territorio británico de ultramar en el océano Atlántico Sur. Se encuentra a unos 584 metros sobre el nivel del mar y aproximadamente a unos 1,6 kilómetros al sur de la histórica zona baja de Jamestown. Reabierto el 18 de diciembre de 2010, ahora es una atracción turística para los visitantes, especialmente aquellos en los cruceros que vienen en abril.
Se cierne sobre Jamestown y fue construido para ayudar en la defensa de la isla frente a posibles invasores franceses, siendo un reducto para los isleños. La fortaleza original fue construida en 1799 con una torre circular, a veces referido como una torre Martello, y tiene semejanzas con una torre ubicada en Simon's Town, Sudáfrica. El propósito de la torre era proteger los enfoques posteriores a la batería en Ladder Hill. La torre fue incorporada a la estructura actual que data de 1874 cuando fue reconstruida por los Royal Engineers.
Durante la Segunda Guerra de los Bóeres, los presos afrikáneres de Sudáfrica fueron encarcelados brevemente en el Fuerte. Además, hubo campos de prisioneros de guerra en otros puntos de la isla. Mucho más tarde, el fuerte sirvió para poner en cuarentena a los pollos importados, ovejas y ganado. Luego, en la década de 1980, la NASA tenía un técnico en el fuerte que dirigía una pequeña estación de seguimiento.
High Knoll Fort también es conocido como "la Ciudadela", y es una de las instalaciones más grandes, más importantes y más completas de los militares en la isla. El Santa Elena National Trust ha comenzado un proyecto de restauración de la fortaleza. Es uno de los muchos edificios catalogados en Santa Elena (una designación para los edificios de mérito histórico o arquitectónico).